# Louis Gras
Pour les articles homonymes, voir Gras.
Louis-Eugène Gras, né le 22 février 1901 à Toulon et mort le 24 juin 1986 à La Garde en région Provence-Alpes-Côte d'Azur, est un coureur cycliste français, professionnel de 1925 à 1933,.

## Biographie
En 1921, Louis Gras exercait la profession de mécanicien en cycles

## Palmarès
- 1922
  - Championnat du Var
- 1925
  -  Champion de France des indépendants[4]
  - Nice-Annot-Nice
  - 2e de Marseille-Nice
  - 2e du Grand Prix de L'Avenir Cycliste de Nice[5]
- 1926
  - Nice-Marseille (Une seule édition : Nice-Marseille)
  - 3e de Marseille-Lyon
  - 3e de Marseille-Nice
  - 3e du Grand Prix d'Antibes
- 1927
  - Grand Prix de Cannes
  - Marseille-Nice
  - Grand Prix de L'Avenir Cycliste de Nice
  - 2e de Paris-Le Havre
- 1928
  - Toulon-Nice
  - Marseille-Nice
  - 2e du Grand Prix de Cannes
  - 2e de Nice-Annot-Nice
- 1929
  - Grand Prix de Nice
  - Toulon-Nice
- 1930
  - Grand Prix d'Antibes
  - Toulon-Nice
  - Tour du Vaucluse
  - Grand Prix de L'Avenir Cycliste de Nice
  - 2e de Marseille-Nice
  - 2e de Nice-Annot-Nice
- 1931
  - Grand Prix de Cannes
  - Nice-Annot-Nice
  - 2e de Marseille-Nice
- 1932
  - Grand Prix d'Antibes